# VoiceOver
VoiceOver — це функція (технологія), вбудована в операційну систему Mac OS X від Apple Inc.. Використовуючи VoiceOver, користувач може керувати своїм комп'ютером завдяки мові та клавіатурі. Ця функція була розроблена для того, щоб покращити керування комп'ютером користувачем з поганим зором. VoiceOver — вбудована програма читання екрану, яка озвучує інформацію на екрані комп'ютера: вимовляючи текст, що міститься в документах та вікнах. Щоб включити VoiceOver, натисніть ⌘ Command+F5.